# Liste des évêques et archevêques de Nampula
La liste des évêques et archevêques de Nampula recense les évêques puis les archevêques qui se sont succédé sur le siège épiscopal de Nampula au Mozambique depuis la création du diocèse le 4 septembre 1940 par détachement de la prélature territoriale du Mozambique et son élévation en archidiocèse de Nampula (Archidioecesis Nampulensis) le 4 juin 1984. 

## Sont évêques
- 12 mai 1941-17 février 1951 : Teófilo Pereira de Andrade (Teófilo José Pereira de Andrade)
- 2 mars 1951-30 novembre 1966 : Manuel de Medeiros Guerreiro
- 21 avril 1967-4 juin 1984 : Manuel Vieira Pinto

## Sont archevêques
- 4 juin 1984-16 novembre 2000 : Manuel Vieira Pinto, promu archevêque.
- 16 novembre 2000-25 juillet 2016 : Tomé Makhweliha
- depuis le 11 avril 2017: Inácio Saúre, IMC.

## Sources
- Fiche de l'archidiocèse sur catholic-hierarchy.org